# Wilhelm des Mares
Wilhelm des Mares (fr. Guillaume des Mares) – zakonnik św. Łazarza, żył w XV w.
Urodził się najprawdopodobniej w normandzkim Caudebec, skąd pochodzili członkowie jego rodziny.
Wymieniany w bulli antiquorum privilegiorum per nonnullos Romanos pontifices Religioni et militiae sancti Lazari Hierosolymitani concessorum 1567 papieża Piusa VI jako mistrz zakonu Rycerzy św. Łazarza z Jerozolimy pod datą 1460. 
Pochodził z Normandii. Mógł należeć do znanej rodziny des Mares de Bellefosse, która pieczętowała się herbem: trzy czerwone krzyże na niebieskim tle. Jednakże według XVIII-wiecznego herbarza zakonnego Dorata de Chameulles nosił herb: Złoty krzyż prosty rozdwojony na końcach na niebieskim tle. Przez całość pas poprzeczny czerwony.
Był najprawdopodobniej bratem lub kuzynem kanonika, papieskiego chórzysty i kompozytora zwanego Wilhelmem Fagocistą (Guilleamus Da Francia, Guillaume des Mares, Guillaume Faugues). Niektórzy historycy próbują nawet utożsamić obu Wilhelmów, twierdząc, że wybitnie uzdolniony mistrz św. Łazarza dzięki protekcji kardynalskiej znalazł miejsce na dworze papieskim, gdzie mógł rozwijać swoje talenty.